# Acacia sassa
Acacia sassa är en ärtväxtart som först beskrevs av Carl Ludwig von Willdenow, och fick sitt nu gällande namn av Louis Antoine François Baillon och Emmanuel Drake del Castillo. Acacia sassa ingår i släktet akacior, och familjen ärtväxter. Inga underarter finns listade i Catalogue of Life.